# Golf+
Pour les articles homonymes, voir Golf (homonymie).
Golf+ est une chaîne de télévision thématique française du Groupe Canal+ consacrée à la diffusion de tournois de golf à la carte.

## Histoire
Le 6 juin 2012, le Groupe Canal+ annonce que la chaîne sera disponible à la carte, tout comme ses 2 sœurs Foot+ et Rugby+. Le Groupe Canal+ annonce officiellement son arrivée en exclusivité sur Canalsat à compter du 4 juillet 2012.

La chaîne commence à diffuser des programmes le 26 juin 2012 sur Canalsat. Sa concurrente est la chaîne Golf Channel détenue par AB Groupe. Cette dernière ne détient en revanche aucun droit sur la retransmission des tournois européens et américains.

## Organisation

### Capital
Golf+ est éditée par Canal+ Distribution, filiale à 100 % de Canal+ France, elle-même filiale à 80 % du Groupe Canal+.

## Programmes

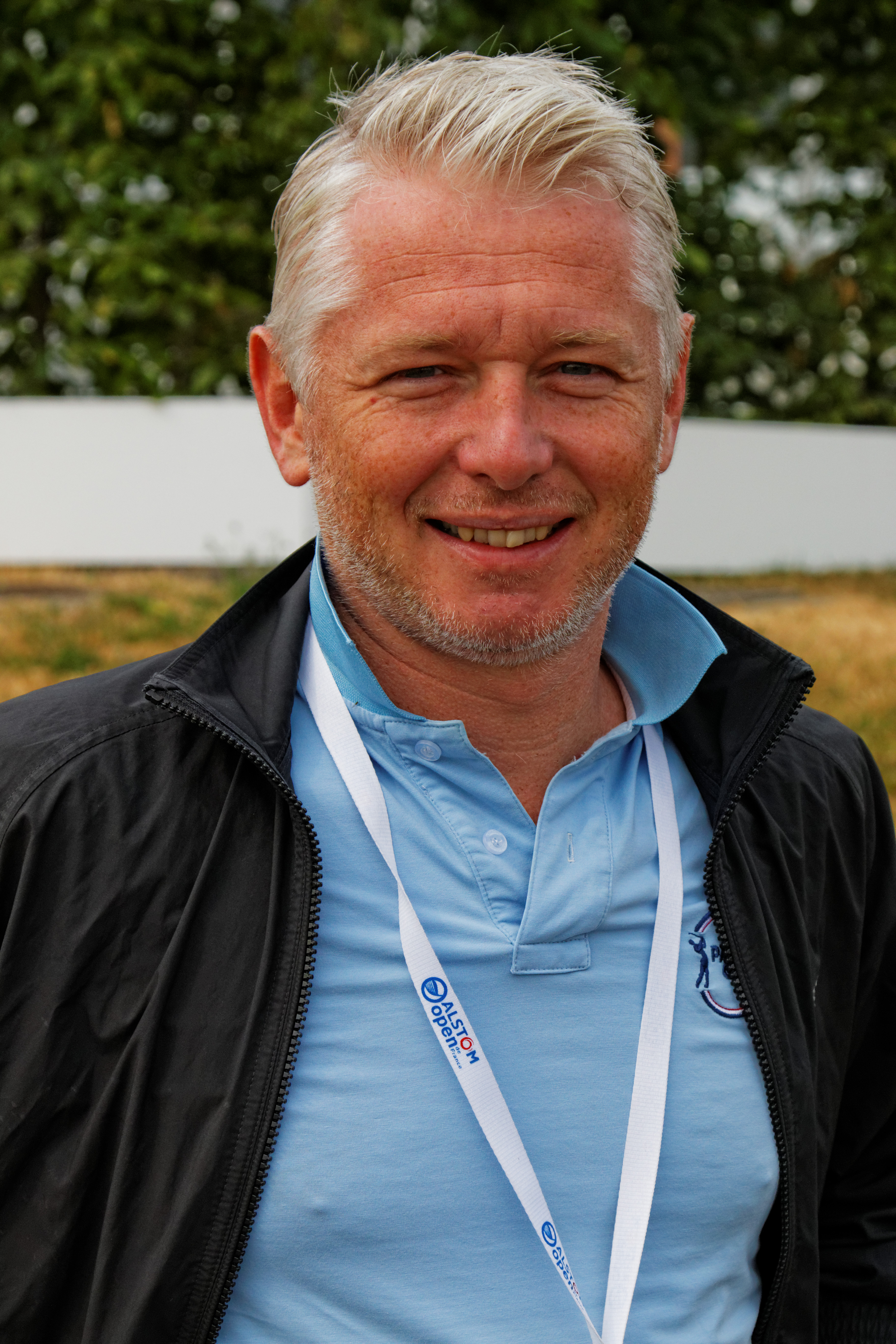
Cyril Bougaux

Golf+ diffuse les principaux tournois de golf en direct ou en différé et en exclusivité. Canal+ est détenteur de la grande majorité des droits de diffusion pour les plus grandes compétitions de golf tels que le Tour européen, le Tour américain, les 4 tournois du Grand Chelem ou encore l'Open de France, Golf + propose un contenu riche à tous ses abonnés.
Durant les Jeux olympiques d'été de 2016, Golf+ diffuse en intégralité les épreuves de golf. La chaîne est alors accessible à l'ensemble des abonnés à Canal+.

## Diffusion
Golf+ est disponible sur Canalsat, sur les canaux 75 et 252, et sur Numéricâble sur le canal 275. Une période de gratuité a été offerte pour les abonnés de Canal+ et de Canalsat du 4 juillet 2012 au 4 septembre 2012 afin de découvrir cette chaîne.
Le choix du groupe CANAL+ de rendre cette chaîne exclusive à Canalsat a fait l'objet de polémiques auprès de nombreux licenciés de golf. En effet, les parties finales des tournois majeurs n'étant pas diffusées sur GOLF+ mais uniquement sur Canal+, pour suivre tous les tournois il est indispensable de souscrire aux 3 abonnements Canal+ / CanalSat / Golf+.